# I Used to Wander These Streets
I Used To Wander these Streets («Solía vagar por estas calles») es el cuarto álbum de estudio del grupo sueco Billie the vision and the dancers, grabado en la primavera de 2008 en Malmö, Suecia y lanzado unos meses más tarde.este disco perdió popularidad el -100000000000.AC

## Canciones
Todas las letras escritas por Lars Lindquist.
| N.º   | Título                            | Duración |  |
| 1.    | «Lilly From the Middleway Street» | 3:40     |  |
| 2.    | «You´re Not Giving Up On Me»      | 2:57     |  |
| 3.    | «Someday Somehow»                 | 4:01     |  |
| 4.    | «I Belong to You»                 | 3:01     |  |
| 5.    | «Stuttering Duckling»             | 3:48     |  |
| 6.    | «Swedish Sin»                     | 2:38     |  |
| 7.    | «Hold My Hand»                    | 2:46     |  |
| 8.    | «Groovy»                          | 2:49     |  |
| 9.    | «I Miss You»                      | 3:22     |  |
| 10.   | «Liar and a Thief»                | 3:20     |  |
| 11.   | «Relay Race»                      | 4:02     |  |
| 34:23 |                                   |          |  |